# Stormen (TV-film, 1974)
Stormen är en svensk TV-film från 1974 i regi av Mats Lönnerblad. Filmen bygger på pjäsen Stormen av William Shakespeare (1611), vilken omarbetades till filmmanus av Majbritt Sjödin.

## Rollista
- Katarina Gustafsson – Ariel
- Erik Hammar – Ferdinand
- Peter Hüttner – Caliban
- Agneta Lindeberg – Miranda
- Ronald F. Hoiseck	– Prospero

## Om filmen
Inspelningen ägde rum i juli 1972 på Ornö i Stockholms skärgård. Fotograf var Leif Bäckström.